# Nazionale maschile di pallacanestro della Guinea Equatoriale
La nazionale di pallacanestro della Guinea Equatoriale è la rappresentativa cestistica della Guinea Equatoriale ed è posta sotto l'egida della Federazione cestistica della Guinea Equatoriale.

## Nazionali giovanili
- Nazionale Under-18
- Nazionale Under-16